# Ante Puljić
Ante Puljić (* 5. listopadu 1987, Mostar) je chorvatský fotbalový obránce, který v současné době působí v belgickém klubu KAA Gent. Hraje na postu stopera (středního obránce).

## Klubová kariéra
V lednu 2014 přestoupil do belgického klubu KAA Gent. V sezóně 2014/15 vyhrál s Gentem ligový titul, první v historii klubu.